# 十五少女
十五少女（じゅうごしょうじょ）は、エイベックス、講談社、大日本印刷が手がけるメディアミックスのプロジェクト。キャラクターデザインはケイゴイノウエ。2024年12月時点、音楽や小説、漫画が公開されている 。

## キャラクター
プロフィール出典。
歌唱はmzsrzが担当。ただし各キャラクターの歌唱担当CVは未公開。
| 名前         | 誕生日   | 学年齢           | 身長  | CV         |
| ------------ | -------- | ---------------- | ----- | ---------- |
| 伊田知リン   | 5月5日   | 高校2年生 / 17才 | 156cm | 日原あゆみ |
| 秋子エミ     | 6月9日   | 中学3年生 / 15才 | 150cm | 藤寺美徳   |
| 秋子ナミ     | 6月9日   | 中学3年生 / 15才 | 150cm | 鈴木杏奈   |
| 牛林ウタ     | 4月20日  | 高校2年生 / 17才 | 159cm | 矢野妃菜喜 |
| 竹虎レオナ   | 7月30日  | 高校1年生 / 16才 | 154cm | 佐藤日向   |
| 卯都木シスイ | 2月29日  | 高校3年生 / 17才 | 170cm | 星希成奏   |
| 辰見アクア   | 2月13日  | 高校2年生 / 16才 | 165cm | 小椋美安加 |
| 巳叉メメ     | 8月31日  | 高校2年生 / 17才 | 160cm | 富田美憂   |
| 馬場園カコ   | 1月15日  | 高校2年生 / 16才 | 162cm | 前田佳織里 |
| 未森エリカ   | 3月21日  | 高校2年生 / 16才 | 162cm | 木戸衣吹   |
| 猿飼サキ     | 7月7日   | 高校2年生 / 17才 | 162cm | 城崎琳子   |
| 白鳥アリス   | 12月21日 | 高校1年生 / 15才 | 158cm | 芹澤優     |
| 戌井ラブリ   | 10月1日  | 中学3年生 / 14才 | 152cm | 小茅楓     |
| 猪野アン     | 11月11日 | 高校3年生 / 17才 | 152cm | Machico    |
| 猫山シヲン   | 4月1日   | 高校3年生 / 17才 | 156cm | 山田麻莉奈 |

### 『ペルソナ』
『ペルソナ』の概要については、後述のディスコグラフィの節の#概要を参照。以下のCVは、いずれも歌唱担当である。
- 如月モネ - CV：水槽
- 皐月ソラ - CV：楠木ともり
- 葉月ケイ - CV：菅原圭
- 文月ラン - CV：綾瀬志希 from CYNHN
- 空木ムギ - CV：ファイルーズあい
- 色取ネム - CV：セツコ from 空白ごっこ

## ディスコグラフィ

### 概要
十五少女の音楽活動テーマは「普通に生きる若者の日常の中の小さな非日常を代弁する」というもので、彼女たちのオリジナル楽曲には『ペルソナ』と呼ばれるキャラクターが存在し、楽曲のインスピレーションになった物語を持つ仮想少女に起こった出来事を音楽化している。『ペルソナ』本人が自身がモデルとなった楽曲を歌う「＝リシング（RE:SING）」する企画『RE:SING’LE PROJECT』も制作されている。

### シングル
| 配信日        | タイトル                             | 規格                   |
| ------------- | ------------------------------------ | ---------------------- |
| 2021年4月1日  | 逃避行                               | デジタル・ダウンロード |
| 2021年5月26日 | ハンドメイド流星雨                   | デジタル・ダウンロード |
| 2021年7月7日  | 還る                                 | デジタル・ダウンロード |
| 2021年7月21日 | 君が死んだ日の天気は                 | デジタル・ダウンロード |
| 2021年8月4日  | 今日だけは。                         | デジタル・ダウンロード |
| 2021年8月18日 | 何度死んでも構わない。だから         | デジタル・ダウンロード |
| 2021年8月27日 | 死にたいと言ってくれ。               | デジタル・ダウンロード |
| 2022年4月20日 | Alien                                | デジタル・ダウンロード |
| 2022年5月4日  | アトム                               | デジタル・ダウンロード |
| 2022年6月1日  | 春とレム                             | デジタル・ダウンロード |
| 2022年7月6日  | Eureka                               | デジタル・ダウンロード |
| 2022年9月1日  | 八月三十二日                         | デジタル・ダウンロード |
| 2023年1月11日 | キミノイル世界線 feat. another anima | デジタル・ダウンロード |
| 2023年2月22日 | 被投降拒否                           | デジタル・ダウンロード |
| 2023年3月10日 | 大人疑惑                             | デジタル・ダウンロード |

RE:SING’LE PROJECT
| 配信日         | タイトル                                                     | 規格                   |
| -------------- | ------------------------------------------------------------ | ---------------------- |
| 2021年11月24日 | 逃避行（如月モネの場合 / CV：水槽）                          | デジタル・ダウンロード |
| 2022年1月12日  | ハンドメイド流星雨（皐月ソラの場合 / CV：楠木ともり）        | デジタル・ダウンロード |
| 2022年9月1日   | 八月三十二日（葉月ケイの場合 / CV：菅原圭）                  | デジタル・ダウンロード |
| 2023年3月20日  | キミノイル世界線（文月ランの場合 / CV：綾瀬志希 from CYNHN） | デジタル・ダウンロード |
| 2023年3月21日  | 被投降拒否（空木ムギの場合 / CV：ファイルーズあい）          | デジタル・ダウンロード |
| 2023年3月22日  | 大人疑惑（色取ネムの場合 / CV：セツコ from 空白ごっこ）      | デジタル・ダウンロード |

### EP
| 配信日        | タイトル   | 規格                   | 収録曲 | 備考  |
| ------------- | ---------- | ---------------------- | --- | ----- |
| 2021年9月1日  | HATED      | デジタル・ダウンロード | 1. 君が死んだ日の天気は HATED Ver. 2. 今日だけは。 HATED Ver. 3. 何度死んでも構わない。だから HATED Ver. 4. 還る HATED Ver. 5. 死にたいと言ってくれ。 HATED Ver. 6. ノンブレス・オブリージュ (十五少女 Cover) |       |
| 2022年8月10日 | ASTRONOTES | デジタル・ダウンロード | 1. 漂流 2. Alien 3. アトム 4. アッシュ 5. 春とレム 6. Eureka |       |
| 2023年3月3日  | SILENT     | デジタル・ダウンロード | 1. 逃避行 2. 被投降拒否 3. ハンドメイド流星雨 4. キミノイル世界線 5. 八月三十二日 6. 大人疑惑 |       |
| 2023年3月15日 | LISTEN     | デジタル・ダウンロード | 1. ハンドメイド流星雨（皐月ソラの場合 / CV：楠木ともり） 2. 被投降拒否（空木ムギの場合 / CV：ファイルーズあい） 3. 八月三十二日（葉月ケイの場合 / CV：菅原圭） 4. 逃避行（如月モネの場合 / CV：水槽） 5. キミノイル世界線（文月ランの場合 / CV：綾瀬志希 from CYNHN） 6. 大人疑惑（色取ネムの場合 / CV：セツコ from 空白ごっこ） | [ 7 ] |

## メタバース
大日本印刷は合同会社AKIBA観光協議会とともに推進する「バーチャル秋葉原」の2022年のオープンと同時に、国内外のアーティストを加えたチームで「十五少女」が暮らす現実世界と似た、もう一つの別世界であるパラレルワールド『子供都市』を構築する「十五少女」×バーチャル秋葉原 supported by 『子供都市構想』を公開。
仮想世界の秋葉原万世橋エリアを「十五少女」のビジュアルでジャックし、MVの提供し、利用者の分身であるアバターを操作し、秋葉原の景観の特徴である商標の看板等も、地域の事業者の協力によって再現された空間内で「十五少女」の世界観に触れることが可能だった。

## 小説・漫画
講談社と未来創造株式会社が共同で運営する、文芸に特化したデジタルコンテンツ配信サービス『TREE』にて、前日譚のショート小説が『小説「十五少女」』として2022年から配信されている。
著者と担当作品は、円居挽が「竹虎レオナの場合」前編・後編、「伊田知リンの場合」前編・後編、望月拓海が「猿飼サキの場合」前編・後編、「秋子エミと秋子ナミの場合」前編・後編、「白鳥アリスの場合」、「巳叉メメと辰見アクアの場合」。
X（旧・Twitter）の十五少女公式アカウントにて、ショートショート漫画『十五少女 / WEBTOON「本当は透けてい〼 」』が2024年から配信されている。著者はつじいるき。

## 音声ドラマ
1stアルバム『SILENTHATED』のディスク2枚目に収録されている音声ドラマと、CD未収録でYouTubeの十五少女公式チャンネルにて配信されている音声ドラマがある。